# Eurailspeed

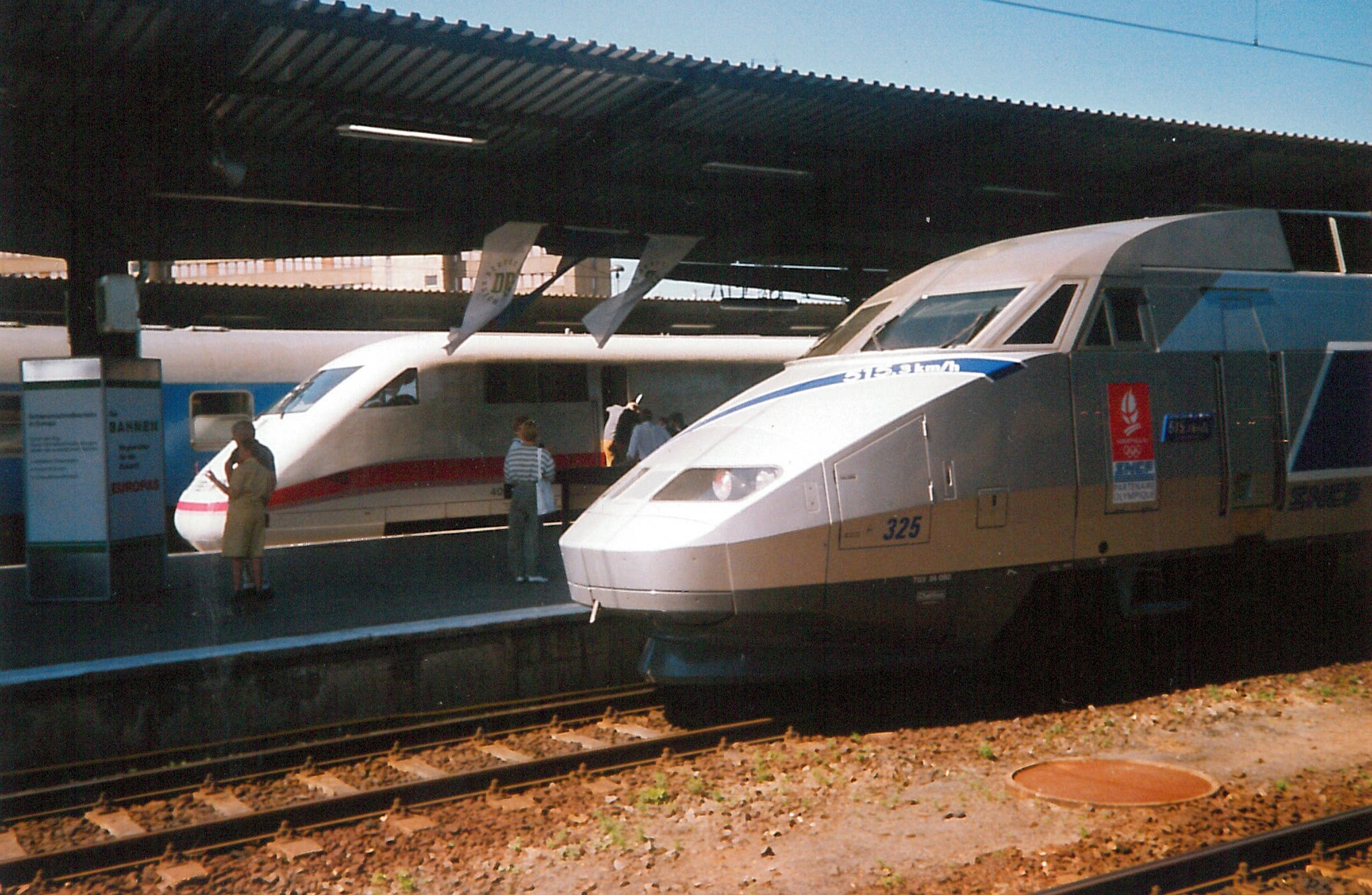
EurailSpeed 1991 im Bahnhof Berlin-Lichtenberg mit ICE 1 und Rekord TGV Nr. 325

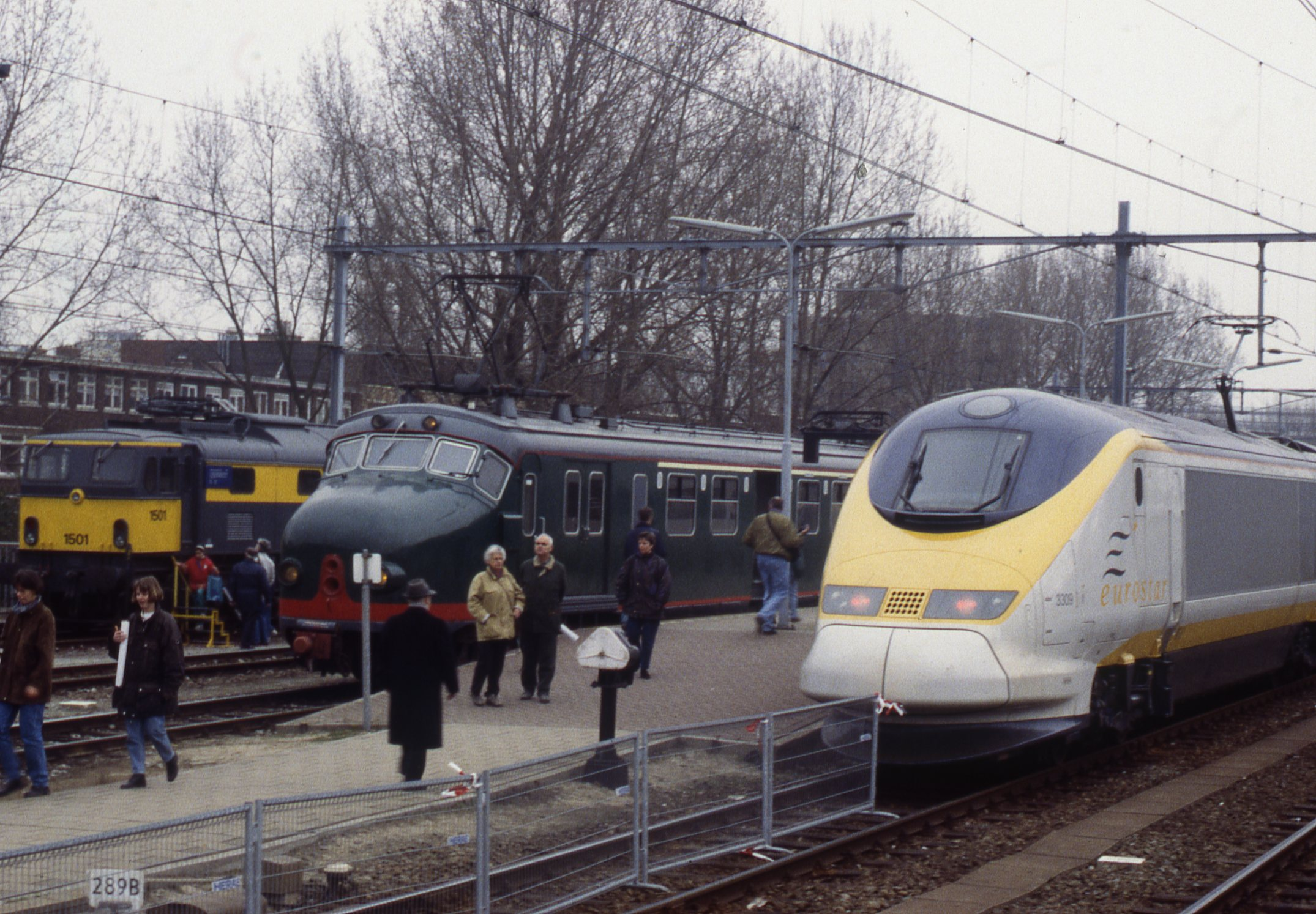
Eurailspeed 1996 im Bahnhof Rotterdam Centraal

Als Eurailspeed wurde eine Serie von Kongressen zum Eisenbahn-Hochgeschwindigkeitsverkehr bezeichnet, die zwischen 1991 und 2005 an verschiedenen Orten in Europa stattfanden.

## Geschichte
Die erste Eurailspeed fand 1991 in Berlin statt. Folgende Züge waren im Bahnhof Berlin-Lichtenberg ausgestellt: Ein ETR X 500, ein SJ X2, ein ICE 1, TGV Atlantique 325 sowie ein TALGO-PENDULAR.
Die zweite Eurailspeed fand 1992 in Brüssel statt.
Auf der dritten Eurailspeed, die 1995 in Lille stattfand, wurden im Rahmen der Fahrzeugausstellung am Bahnhof Lille-Flandres erstmals alle in Europa verkehrenden Hochgeschwindigkeitszüge ausgestellt: ein ETR 500, ein ETR 460, ein SJ X2, ein AVE, ein ICE 1, ein Eurostar, ein Thalys sowie ein TGV Duplex. Darüber hinaus wurde ein 1:20-Modell des ICE 2.2 (heute: ICE 3) gezeigt.
Die vierte Eurailspeed fand, parallel zur InnoTrans, vom 28. bis 30. Oktober 1998 in Berlin statt. Im Rahmen der Fahrzeugausstellung wurden ein ICE T, ein TGV Duplex, ein ETR 480, ein ETR 500, ein IC2000, ICN-Neigetechnikzug, ein Eurostar und ein Thalys ausgestellt. Auch der Prototyp eines Neigetechnik-TGV (TGV Pendulaire) wurde ausgestellt. Der ICE 3 feierte im Rahmen dieser Veranstaltung seine Publikumspremiere. Die Fahrzeugausstellung fand vom 28. Oktober bis 1. November 1998 auf dem Gelände des DB-Werks Berlin-Grunewald statt.
Die folgende Eurailspeed fand vom 23. bis 25. Oktober 2002 in Madrid statt. Die Fahrzeugausstellung wurde am Bahnhof Madrid Chamartín abgehalten. Der spanische König Juan-Carlos eröffnete die Tagung.
Die letzte Eurailspeed folgte vom 7. bis 9. November 2005 in Mailand. Am Rande des Kongresses präsentierten sich mehr als 65 Aussteller. Unter anderem nahm auch EU-Verkehrskommissar Jacques Barrot teil. Im Bahnhof Milano Porta Garibaldi wurden drei HGV-Züge ausgestellt: ein TGV Réseau POS, ein AVE S-103 und der Prototyp der RENFE-Baureihe 120.
Die Nachfolgeveranstaltung Rail fand erstmals im Jahr 2008 statt.